# 吉列特格羅夫鎮區 (愛荷華州克萊縣)
吉列特格羅夫鎮區（英語：Gillett Grove Township）是位於美國愛荷華州克萊縣的一個行政鎮區。

## 地方資料
根據2010年美國人口普查的數據，吉列特格羅夫鎮區的面積為93.54平方千米，當中陸地面積為93.50平方千米，而水域面積為0.04平方千米。當地共有人口385人，而人口密度為每平方千米4.12人。